# Международный союз альпинистских ассоциаций
Междунаро́дный сою́з альпини́стских ассоциа́ций (фр. Union Internationale des Associations d'Alpinisme (UIAA); разг. русиф. УИАА) — объединение 88-и национальных альпинистских объединений и организаций (федераций, ассоциаций, клубов) из 76-и стран мира, которое представляет миллионы альпинистов во всём мире. Генеральный офис UIAA находится в Берне (Швейцария). Международный союз альпинистских ассоциаций признан международным олимпийским комитетом в качестве официальной альпинистской организации.

## История
Международный союз альпинистских ассоциаций основан в 1932 году в Шамони (Франция) 18-ю национальными альпинистскими объединениями. При создании были выработаны основные задачи новой организации:
- Развитие альпинизма среди молодёжи
- Разработка международных стандартов
- Увеличение информирования о безопасности
- Защита окружающей среды

Сегодня UIAA является общепризнанной мировой организацией, и экспертом во всех вопросах, связанных с альпинизмом, ски-альпинизмом, скалолазанием, ледолазанием и другими подобными видами деятельности.
В 1997 году внутри Международного союза альпинистских ассоциаций (UIAA) была сформирована новая структура — Международный совет по скалолазанию (ICC), с целью предоставления скалолазанию значительной автономии, и обеспечения его необходимыми инструментами для дальнейшего развития. В 2006 году UIAA решил прекратить управление спортивным скалолазанием, и поддержать создание независимой международной федерации по управлению этим видом спорта. 27 января 2007 года во Франкфурте (Германия) 68 федераций вошли в основанную Международную федерацию спортивного скалолазания (IFSC). Уставы и постановления новой международной федерации были единодушно приняты, и работа федерации началась.
Количество национальных альпинистских организаций, входящих в союз, постоянно увеличивалось, и в настоящее время включает в себя 88 организаций из 76-и стран, которые представляют более 2,5 миллионов альпинистов, а также десятки миллионов других заинтересованных участников. Финансирование деятельности союза осуществляется за счёт членских взносов.

## Основные направления деятельности
Деятельность UIAA основана главным образом на группах специалистов-добровольцев из членских организаций. Каждая рабочая группа имеет свою собственную специализацию. Эти группы ведут совместную работу по направлениям, установленных стратегическими целями организации, описанным ниже.

### Снаряжение
Для обеспечения безопасности в горах необходимо хорошее и надёжное снаряжение. В UIAA имеется Комиссия по безопасности (Safety Commission), которая разработала первые постоянно действующие стандарты по безопасности снаряжения для альпинизма. Эти стандарты являются единственными международными, и были приняты ЕС в качестве внутренних стандартов. Производители оборудования, соответствующего стандартам безопасности UIAA, могут получать сертификат по его  безопасности (UIAA Safety Label).

### Международные соревнования
В UIAA существуют международные отделения, которые организуют, развивают и регулируют международные соревнования в следующих видах:
- Ледолазание (Ice Climbing)
- Ски-альпинизм (Ski Mountaineering)
- Скалолазание (Climbing) (до создания на базе ICC Международной федерации спортивного скалолазания в 2007 году)

Соревнования по каждой из этих дисциплин проводятся по своим правилам, в основу которых заложены такие принципы как честность, отсутствие допинга и защита окружающей среды. Для каждого вида существует календарь международных событий, таких как Кубок Мира, Чемпионат Мира, континентальные Чемпионаты и различные мероприятия для молодёжи.

### Медицина
Профилактика и оказание помощи необходимы в каждом виде спорта, и особенно в отдаленных местах, где требуется умение рассчитывать на собственные силы. В частности, обморожения и опасности при острой горной болезни, вызванной высотой, являются специфическими проблемами в горах. Медицинская комиссия (Medical Commission) — самая большая международная группа медиков-профессионалов, которая занимается вопросами профилактики и оказания помощи при проблемах, с которыми могут встретиться альпинисты.

### Безопасность и обучение
Занимаясь горными видами спорта необходимо понимать риск и опасность, связанную с ними. Поэтому руководители и инструктора должны быть хорошо подготовлены. Комиссия по альпинизму (Mountaineering Commission) распространяет современные знания о правильном поведении в горах, и продвигает унификацию информации, чтобы она была понятна во всех регионах, например, международную шкалу лавинной опасности и стандарт описания маршрутов. Эта комиссия также вводит международные стандарты по обучению и оценке руководителей и инструкторов.

### Молодёжь
Будущее любого вида спорта — это молодые участники, и многие виды спорта делают весьма значительный вклад в социальное, образовательное и физическое развитие молодёжи. Комиссия по молодёжи (Youth Commission) занимается международными молодёжными программами. Эта работа фокусируется на защите детей, предоставлении равных возможностей, а также акцентирует внимание молодёжи на сотрудничестве и защите окружающей среды.